# Антропов Костянтин Васильович
Антро́пов Костянти́н Васи́льович (25 грудня 1907, село Соколовка, Сарапульський район — 30 червня 1983, там само) — учасник Другої Світової війни, організатор сільського господарства, депутат Верховної Ради Удмуртської АРСР.
Брав участь у Другій Світовій війні в період з 1941 по 1945 роки. Після війни став головою колгоспу «Шлях Ілліча» Сарапульського району (1945—1967). Господарство, яке було відсталим, вивів в число передових в Удмуртії. Колгосп щорічно отримував гарні врожаї сільськогосподарських культур, мав взірцеву конеферму. Тільки зерна за роки керівництва колгоспом було здано державі близько 1 млн пудів. Обирався депутатом Верховної Ради Удмуртської АРСР 3-го скликання (1951).
Нагороджений орденом Леніна (1949, 1958), Вітчизняної війни II ступеня (1948), Трудового Червоного Прапора (1946, 1948), «Знак пошани», декількома медалями. Ім'я Антропова занесене до Книги пошани трудової слави та героїзму Удмуртської АРСР (1965).